# William L. Rice
William L. Rice (* 17. Oktober 1931 in Vermont; † 23. Januar 2006 in New York) war ein US-amerikanischer Schauspieler, Produktionsmanager und Regieassistent.
Rice drehte in den 1950er und 1960er Jahren als Autor und Regisseur Kurzfilme. Zwischen 1980 und 2003 war er als Schauspieler tätig. Oftmals übernahm er auch andere Funktionen bei Filmproduktionen. So war er beispielsweise beim Film Fatal Instinct von John Dirlam mit Michael Madsen Produktionsmanager. Rice arbeitete fast ausschließlich bei kleineren Independent-Produktionen. Als Verleger arbeitete Rice mit der bekannten Gertrude-Stein-Expertin Ulla Dydo an: Gertrude Stein: The Language That Rises: 1923–1934  (2003), eine Studie des Schreibprozesses der Autorin.

## Filmografie (Auswahl)
- 1982 Vortex (Regie: Scott B. und Beth B.)
- 1984 Decoder (Regie: Muscha)
- 1992 Last Supper (Regie: Robert Frank)
- 2003 Coffee and Cigarettes (Regie: Jim Jarmusch)